# Креатив (компания)
Промышленная группа «Креатив» (официальное название — Публичное акционерное общество «Креатив Групп»; англ. Creative Group) — украинская интегрированная агропромышленная компания, которая специализируется на производстве подсолнечного масла и шрота, жиров и маргаринов, соевого масла и шрота, биотопливных пеллет, сельском хозяйстве. Компании принадлежит 9 заводов и 8 элеваторных комплексов, размер земельного банка компании составляет около 30 тыс. га. Выручка группы в 2013 г. составила около 1,055 млрд долл. США.
Продукция компании: небрендированная, предназначена для продажи промышленным компаниям, и брендированная — для розничной торговли (ТМ «Сонола», ТМ «Дивное», ТМ «Кум», ТМ «Масловия»). Компания реализует продукцию на территории Украины и экспортирует в 25 стран мира, в частности, в страны СНГ и ЕС, Северной Африки, Индокитай, в Азиатский регион (Малайзия, Филиппины, Индонезия). Порядка 95 % продукции компании идет на экспорт.

## Деятельность
По объёмам производства компания входит в ТОП-3 украинских производителей подсолнечного масла с долей рынка более 10 % за период сентябрь 2012-февраль 2013 гг., является вторым по объёмам экспортером подсолнечного масла. Компании принадлежит более 30 % доли рынка жиров и маргаринов, около 24 % доли рынка переработки сои по установленным мощностям.
В 2013 году компания переработала 1,051 млн тонн подсолнечника. Заводы компании изготавливают нерафинированное и рафинированное бутилированное растительное масло для розничной продажи и экспорта в страны СНГ, Германию, Великобританию, ОАЭ, Израиль и в Панаму, а также нерафинированное — оптом на экспорт для дальнейшей переработки. Основные рынки сбыта нерафинированного подсолнечного масла — страны Северной Африки, ЕС, Индия и Китай. Подсолнечный шрот компания экспортирует в страны Западной Европы Скандинавии. Основные покупатели соевого масла — компании пищевой промышленности в ЕС, соевого шрота — предприятия птицеводческой отрасли и свиноводства.
Предприятия компании производят 75 видов жиров, в том числе кондитерские, кулинарные жиры и заменители молочного жира для компаний пищевой промышленности, а также 25 видов маргаринов для промышленной переработки и розничного рынка. Также компания производит маргарины специального назначения. Жировая продукция реализуется на Украине и странах СНГ. Большая часть продукции продаётся оптом, без торговой марки, часть — под ТМ «Сонола» и ТМ «Деликон».

## Предприятия
| Название завода                                                                  | Когда введен в эксплуатацию | Продукция | Мощность (производство/ переработка)    |
| Масло-экстракционный завод МЭЗ 240                                               | 1996 г.                     | нерафинированное масло, подсолнечный шрот, рафинированное масло в бутылках | 91 тыс. тонн масла в год                |
| Масло-экстракционный завод МЭЗ 800                                               | 2009 г.                     | подсолнечное масло, подсолнечный шрот, очищенный рапс и соя | 365 тыс. тонн семян подсолнечника в год |
| Новый масло-экстракционный завод МЭЗ 1700                                        | 2012 г.                     | нерафинированное подсолнечное масло, шрот подсолнечника, шелуха для пеллет | 620 тыс. тонн семян подсолнечника в год |
| Завод по производству модифицированных жиров                                     | 2001 г.                     | модифицированные жиры | 36 тыс. тонн продукции в год            |
| Завод по производству модифицированных жиров, маргаринов и рафинированного масла | 2005 г.                     | рафинированное и дезодорированное подсолнечное масло в бутылках, рафинированные жиры, маргарины                                                                               | 36 тыс. тонн продукции в год            |
| Новый завод по производству модифицированных жиров                               | 2007 г.                     | рафинированное подсолнечное масло, модифицированные жиры, новые специализированные жиры, в частности, заменители молочного жира, кондитерские, хлебопекарные и фритюрные жиры | 72 тыс. тонн продукции в год            |
| Завод по производству спредов                                                    | 2012 г.                     | пасты и спреды | 70 тыс. тонн продукции в год            |
| Завод по производству биотопливных пеллет                                        | 2011 г.                     | биотопливные пеллеты | 40 тыс. тонн продукции в год            |

## Руководство
- Станислав Березкин — почетный президент, основатель;
- Максим Березкин — председатель наблюдательного совета с 2012 года;
- Виктория Березкина — финансовый директор с июня 2013 года;

Все трое вышли из состава акционеров промышленной группы «Креатив» в августе 2015 года.